# Here Without You
"Here Without You" là một ca khúc do ban nhạc rock 3 Doors Down thu âm, được phát hành tháng 8 năm 2003 và là đĩa đơn thứ ba từ album Away from the Sun. Ca khúc đạt vị trí thứ 5 trên Billboard Hot 100 trong tuần kết thúc ngày 8 tháng 11 năm 2003. Chỉ có các bài hát "Kryptonite" và "When I'm Gone" đạt thứ hạng cao hơn nó trên bảng xếp hạng, lần lượt ở #3 và #4. Bài hát được chứng nhận 2 đĩa Bạch kim tại Hoa Kỳ và một đĩa Bạch kim tại Úc. Trong khi Mainstream Rock và Modern Rock là những định dạng chính cho 3 Doors Down, bài hát không được kì vọng sẽ đạt một thành công lớn, nó chỉ đạt thành công mức vừa phải khi đứng #14 trên Mainstream Rock Tracks và #22 trên Modern Rock Tracks. Ca khúc trượt khỏi tốp đầu hoặc đạt #1 ở cả hai bảng xếp hạng bởi chất sof-rock ballad trong bài hát được so sánh với âm thanh post-grunge gốc của nó từ những ca khúc khác của nhóm bao gồm 4 hit rock và alternative trước đây: Kryptonite, Loser, Duck and Run và When I'm Gone, nhưng nó vẫn trở thành một hit lớn khi vừa là bài hát thứ ba của nhóm đạt #1 trên Top 40 Mainstream, vừa là ca khúc đầu tiên của ban nhạc giữ vị trí quán quân trên Adult Top 40 trong 13 tuần liên tiếp. Sau đó "Here Without You" chỉ được chơi trên những đài phát thanh pop và người lớn đương đại chứ không còn được chơi trên sóng phát thanh rock, không giống như các hit trước của nhóm.

## Diễn biến thương mại
| Xếp hạng (2003–04)                  | Vị trí cao nhất |
| ----------------------------------- | --------------- |
| Australian Singles Chart            | 2               |
| Dutch Singles Chart                 | 12              |
| German Singles Chart                | 23              |
| New Zealand Singles Chart           | 10              |
| Swiss Singles Chart                 | 61              |
| UK Singles Chart                    | 77              |
| US Billboard Hot 100                | 5               |
| US Billboard Adult Contemporary     | 14              |
| US Billboard Adult Top 40           | 1               |
| US Billboard Mainstream Top 40      | 1               |
| US Billboard Mainstream Rock Tracks | 14              |
| US Billboard Modern Rock Tracks     | 22              |

### Chứng nhận
| Quốc gia | Chứng nhận  |
| -------- | ----------- |
| Hoa Kỳ   | 2× Bạch kim |